# モンタベア
モンタベアは、モンベルのマスコットキャラクターである。プロフィールでは社員という位置づけになっている。

## プロフィール
- 名前：モンタベア
- 生誕地：カナダ
- 性別：オス
- 年齢:42歳
- 性格：愛嬌のある顔と性格で日々お客様をお出迎えしているが、自然を傷つける人たちには厳しい一面もある。
- 職業：モンベル社員（店舗勤務、社歴は13年）
- 身長：163cm（2mの巨大な分身もいる。）
- 体重：30kg

## 来歴
生まれ故郷のカナダで株式会社モンベル代表の辰野勇と出会ったことをきっかけに、モンベルのアイテムに登場。
1996年創刊の会報誌『OUTWARD』の4コマ漫画に登場し、人気が出たことから、2002年業務命令でカナダから呼び寄せられ店頭に立ちはじめる。
以来、店舗数の増加に伴い分身が増え続けている。2015年4月時点で100頭が勤務している。

## 備考
- 通常はベストを着用しているが、冬はダウンベストを着用している。地域によっては夏のシーズンにアロハシャツを着用していることもある。
- 各店舗に1頭勤務しており、2015年12月現在でモンベルグランベリーモール店、越谷レイクタウン店、あづみの店、諏訪店、金沢店の店舗には身長2mのワイルドな顔立ちの分身がいる。
- 各店舗ごとに顔立ち・表情は少しずつ違っている。
- 販売もされており、2015年12月現在で価格は￥340,000（税抜）。これまでに2頭が購入されている。